# 訂書機

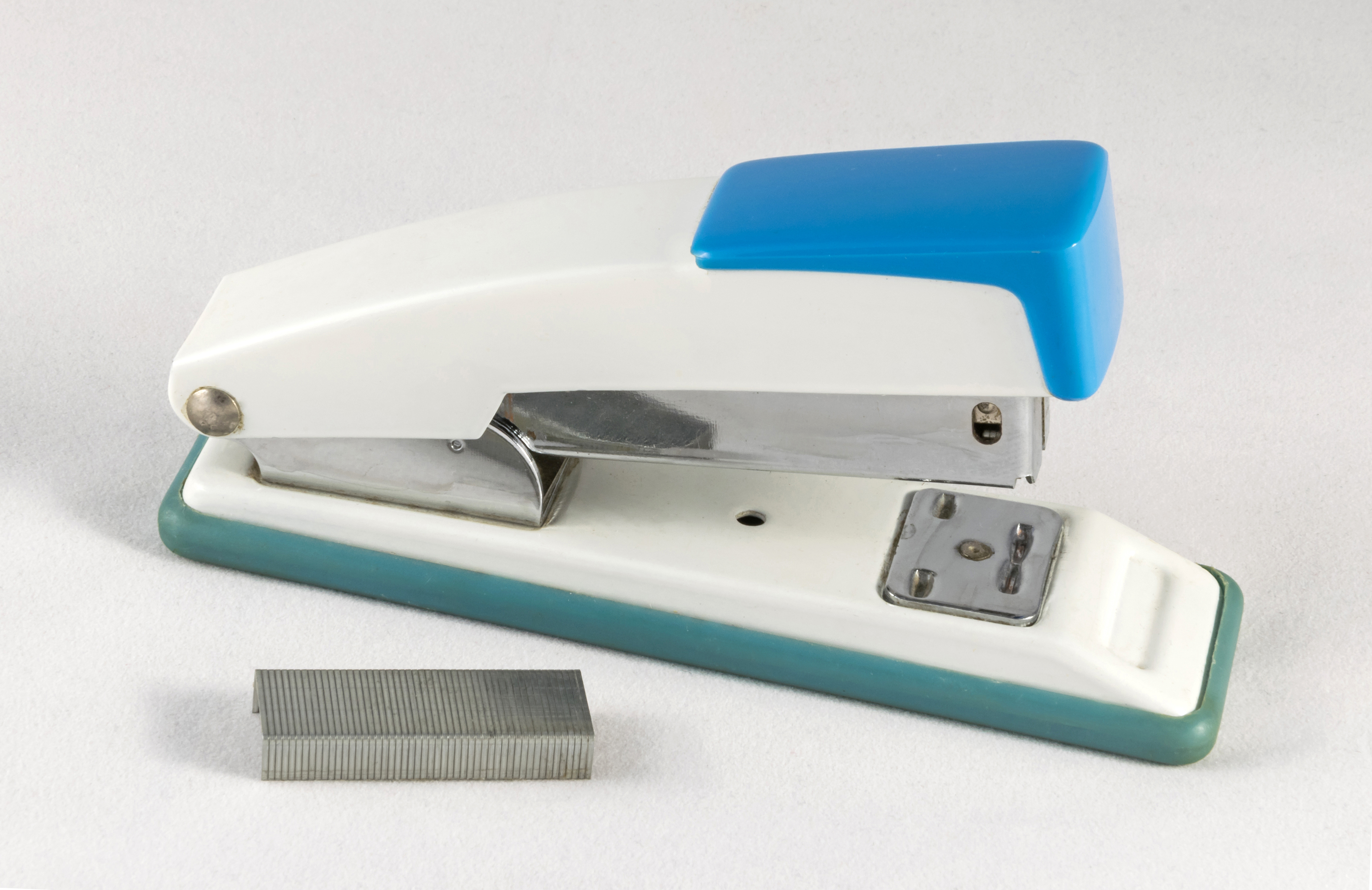
訂書機

訂書機（又作釘書機）是一種文書工具，它利用小的金屬（即訂書針）把多張紙張或其它物件結合在一起，訂書針的兩只針腳穿過物件，並在物件的背面摺曲，造成固定位置的效果。訂書機經常被用在辦公室或其它地方，用以整理大量鬆散的紙張文件。

## 歷史
歷史上首部類似訂書機工具的出現可追溯至十八世紀，即法國國王路易十五在位期間，當時的訂書機皆為手造，並刻上皇室的徵章作為記認。
現代的紙張扎牢工具出現在1841年9月30日，發明者是薩姆·托瑞（Samuel Tory），這個原始工具主要利用別針貫穿及扎牢紙張。Patent Novelty製造公司隨後于1866年8月7日替Novelty紙張扎牢器註冊專利，這工具容許每次拉出一只訂書針，除可牢固紙張及書本外，亦可用于地氈、傢私或盒子上。訂書針是由P.N.製造公司生產，並有以下尺寸選擇: 3/16吋、1/4吋、3/8吋和1/2吋。 
喬治·托瑞（George W. Tory）在1866年7月24日成功為他發明的細小並可屈曲的銅製紙張扎牢器註冊專利（美國專利編號56587），這工具已相當具現代訂書機的雛形，他隨後在1867年8月13日獲得壓入器的專利（美國專利編號67665），並把他的發明在1867年在費城舉行的博覽會上展出。McGill在1879年2月18日再度為可單次打釘的訂書機申請專利（美國專利編號212316），這個儀器重約2磅半，可把一只半吋的訂書針打入數片紙張。

## 傳統訂書機裝訂方法

### 永久牢固

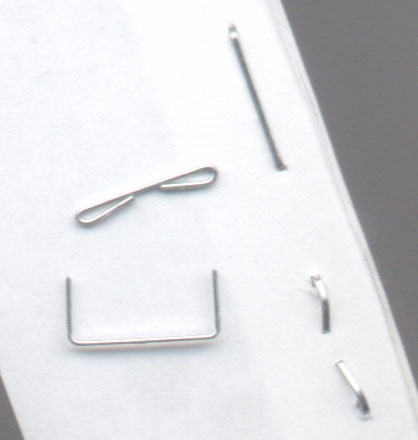
永久牢固钉装

這是最常採用的裝訂方法，原理是利用訂書針穿過物件並把針腳向內摺曲，從而達到永久牢固效果。標準的摺曲彎位通常是較圓，而較扁的彎位較緊貼文件，牢固效果更佳。一般的訂書機的尾部都附有拔起訂書針的簡單工具，另專用的起針器利用一對腳瓜形的鉗滑入已摺曲的針腳，把針腳移直及拔出。

### 釘緊法
這方法可牢固較大件的物件，例如把公告板釘牢在牆上。原理是打入訂書針後，直接把針腳扭轉180度，而不需用砧骨定形。在需要動用大尺寸的訂書針時，訂槍一般可以大派用場。

### 壓釘法
這種是較鮮為人知及不常用的方法，一般可臨時牢固文件或其他物件，通常可在縫紉布匹或衣服時使用。牢固的方法是把已穿過物件的兩只針腳利用砧骨使其向外彎曲，雖然這牢固方法相對可靠，但是訂書針亦容易被拔出。

## 無針訂書機訂裝方法

### 穿洞式
使用打洞後帶出的褶切訂牢紙張，單次可訂張數較多。

### 壓紋式
使用金屬齒的壓紋方式訂牢紙張，優點是不會破壞紙面留下洞口，但單次可訂張數較少。

## 外部連結
- Understanding Your Stapler （页面存档备份，存于） -- 有關訂書機的辭匯
- 虛擬訂書機 （页面存档备份，存于）